# Лэ об Иньоресе
«Лэ об Иньоресе» (фр. Lai d’Ignaures) — анонимное французское лэ середины XIII века, иногда приписываемое Рено де Божё или Жану Ренару.

## Сюжет
Один молодой рыцарь имел сразу двенадцать любовниц, и каждая думала, что лишь она — предмет обожания кавалера. Когда же случайно правда выплывает наружу, двенадцать разгневанных красавиц требуют, чтобы юноша остановил свой выбор на одной из них. Но тут на сцене появляются мужья этих двенадцати дам. Они убивают развратника и на пиру преподносят своим неверным женам жаркое из сердца и гениталий их возлюбленного. Дамы решают больше не притрагиваться к пище и погибают.
Мотив съеденного сердца связывает лэ с «Романом о кастеляне из Куси» и с легендарной биографией Гильома де Кабестаня.